# Oder-Rundfahrt 1982
Die Oder-Rundfahrt 1982 war ein Wettbewerb im Straßenradsport in der DDR.

## Rennverlauf
Das Etappenrennen für Amateure wurde über 4 Etappen in der Gegend rund um Frankfurt (Oder) ausgefahren. Es war die 20. Austragung der Oder-Rundfahrt. Veranstalter war der Deutsche Radsportverband der DDR. Die Rundfahrt war das erste Qualifikationsrennen für die Nationalmannschaftsfahrer der DDR für die Internationale Friedensfahrt.
Am Start waren Fahrer aus der Sowjetunion, der Tschechoslowakei, Polen, Bulgarien und Kuba. Dazu kamen die Mannschaften der DDR-Leistungzentren. Die Nationalfahrer der DDR starteten in ihren Vereinsmannschaften.
Ursprünglich waren 509 Kilometer für die Rundfahrt geplant. Das Wetter mit Sturm, Kälte und Schneefall veranlasste die Organisatoren, im Interesse der Gesundheit der Fahrer die Etappen zu verkürzen. Dennoch gab mehr als die Hälfte der gestarteten Fahrer das Rennen auf. Darunter waren alle Kubaner und Bulgaren. Der Nationaltrainer der DDR Wolfram Lindner zog auch einige seiner Friedensfahrtkandidaten aus dem Rennen zurück.
1. Etappe Rund um das Schlaubetal, 106 Kilometer
Sieger: Olaf Ludwig
2. Etappe Kriterium in Frankfurt (Oder), 48 Kilometer
Sieger: Uwe Raab
3. Etappe Frankfurt (Oder)–Bad Freienwalde–Frankfurt (Oder), 146 Kilometer
Sieger: Andreas Petermann
4. Etappe Rund um die Lossower Berge, 70 Kilometer
Sieger: Michail Naumow

## Ergebnisse
|     | Fahrer            | Verein             | Zeit (h)       |
| --- | ----------------- | ------------------ | -------------- |
| 01. | Andreas Petermann | SC DHfK Leipzig    | 9:21:16 h      |
| 02. | Uwe Raab          | SC DHfK Leipzig    | + 0:37 Minuten |
| 03. | Martin Goetze     | SC DHfK Leipzig    | + 0:47 Minuten |
| 04. | Matthias Kittel   | SC Turbine Erfurt  | + 1:05 Minuten |
| 05. | Peter Scheibner   | SC Karl-Marx-Stadt | + 1:05 Minuten |
| 06. | Dieter Stein      | TSC Berlin         | + 4:32 Minuten |
| 0 … |                   |                    |                |